# Calilena gertschi
Calilena gertschi är en spindelart som beskrevs av Chamberlin och Ivie 1941. Calilena gertschi ingår i släktet Calilena och familjen trattspindlar. Inga underarter finns listade.